# Klimontów (Sosnowiec)
Klimontów – wschodnia, duża dzielnica Sosnowca. W latach 1967–1975 samodzielne miasto w powiecie będzińskim, a w 1975 r. włączone do miasta Sosnowiec.

## Położenie
Klimontów pod względem historycznym znajduje się w Zagłębiu Dąbrowskim, administracyjnie jest dzielnicą miasta Sosnowiec.
Graniczy od północy z Zagórzem (rozbudowanym o tereny Klimontowa), od wschodu z Porąbką, od południa z Dańdówką, a od zachodu z Sielcem.
Wschodnim obrzeżem przebiega droga ekspresowa S1 nieposiadająca tutaj węzła.
W dzielnicy wyodrębnia się:
- Kolonia im. Wincentego Pstrowskiego („Domki fińskie”)
- Osiedle Zapolskiej
- Domy robotnicze przy ul. Kraszewskiego z początku XX wieku[3]
- Osiedle Zielona Dolina
- Osiedle Wzgórze
- Osiedle Słoneczne
- Rabka (ulica Gacka)

## Nazwa
Nazwa dzielnicy pochodzi od założyciela Klimunta, czyli staropolskiej wersji imienia Klemens. Franciszek Piekosiński wymienia jako zasadźcę osady Klimunta z rodu Lisów żyjącego w XII w..
Jan Długosz w spisanej w latach 1470–1480 księdze „Liber beneficiorum dioecesis Cracoviensis” wymienia Klimontów jako osobną wieś w formach „Clymonthow” oraz „Clymuntow”.

## Historia
| Data                | Wydarzenie |
| ------------------- | --- |
| 1228                | Początki wsi „Klimutów” założonej na polach koło Zagórza. |
| 1487                | Król Kazimierz IV Jagiellończyk włącza Klimontów, Pogoń i Sielec do swoich dóbr będzińskich. |
| 1630                | Mieszkańców Klimontowa dziesiątkuje zaraza. |
| 1795–1807           | Wieś pod zaborem pruskim. |
| 1807                | Utworzenie z części ziem zaboru pruskiego, w tym z Klimontowa, Księstwa Warszawskiego. |
| 1813                | Na dzisiejszym rogu ulic Klonowej i Kornela Makuszyńskiego zostają pochowani żołnierze napoleońscy wracający spod Moskwy. |
| 1815                | Klimontów staje się częścią zaboru rosyjskiego. |
| 5 maja 1863         | Pacyfikacja przysiółka Rabka w odwecie za pomoc powstańcom styczniowym. |
| 1898–1908           | Budowa kopalni w Klimontowie. |
| 1914–1918           | Klimontów pod okupacją austriacką. |
| maj 1917            | Strajk na kopalni. |
| listopad 1918       | Milicja Ludowa PPS rozbraja wojska okupacyjne. |
| lato 1919           | Epidemia czerwonki. |
| 1921                | Pożar osiedla i pandemia grypy hiszpanki. |
| marzec 1933         | Dziesięciodniowy strajk głodowo-okupacyjny na kopalni spowodowany decyzją o zatopieniu szybów. |
| 1 czerwca 1939      | Uruchomienie pierwszego połączenia autobusowego na trasie Śródmieście Sosnowca – Maczki. |
| 31 sierpnia 1939    | II pluton 26 Eskadry Obserwacyjnej zajmuje lądowisko przy cmentarzu pekińskim. |
| 4 września 1939     | Stacjonujący od poprzedniego dnia we dworze sztab 55 Dywizji Piechoty oraz dowódca Grupy Operacyjnej „Śląsk” opuszczają Klimontów, który po południu zajmuje Wehrmacht mordują dziewięciu cywili.                                           |
| 8 października 1939 | Zagłębie Dąbrowskie zostaje zaanektowane przez III Rzeszę. |
| jesień 1939         | W Klimontowie tworzą się, wchodzące potem w skład Armii Krajowej, konspiracyjne grupy Związku Orła Białego oraz Polskiej Partii Socjalistycznej. Napływ uchodźców z Górnego Śląska. Odtopienie i uruchomienie kopalni pod nazwą „Bismarck”. |
| 1942                | Swoją działalność w Klimontowie rozpoczyna Polska Partia Robotnicza. |
| 1943                | Do pracy na kopalni „Klimontów” skierowani zostają brytyjscy jeńcy wojenni. Przesiedlenie miejscowych Żydów do sosnowieckiego Getta. |
| 24 stycznia 1945    | Należący zarówno do Armii Krajowej, jak i Armii Ludowej górnicy ratują miejscową kopalnię przez zatopieniem, a tego samego dnia Armia Czerwona zajmuje Klimontów tracąc przy tym 49 zabitych żołnierzy.                                     |
| 1 maja 1952         | Uruchomienie połączenia tramwajowego ze Śródmieściem Sosnowca. |
| 13 listopada 1954   | Nadanie statusu osiedla typu miejskiego. |
| 4 marca 1957        | Ustanowienie rzymskokatolickiej Parafia Chrystusa Króla. |
| 1958–1960           | Budowa klimontowskiego kościoła. |
| 1 maja 1959         | Uruchomienie połączenia tramwajowego między Klimontowem i Porąbką. |
| 1967                | Uzyskanie praw miejskich. |
| 1974                | Z połączanie kopalń „Klimontów” i „Mortimer-Porąbka” powstaje KWK „Czerwone Zagłębie”. |
| 1 czerwca 1975      | Utrata statusu miasta, przyłączenie do Sosnowca jako dzielnica. |
| 24 kwietnia 1996    | Powstaje Stowarzyszenie Rozwoju Klimontowa. |
| 31 grudnia 1998     | Zakończenie wydobycia węgla w KWK „Porąbka-Klimontów” (do 1992 „Czerwone Zagłębie”). |
| 10 września 1999    | W dzielnicy powstaje Centrum Pediatrii im. Jana Pawła II w Sosnowcu. |

## Osoby związane z Klimontowem
- Jan Blacha
- Władysław Gęborek
- Wanda Malczewska
- Zdzisław Patoła
- Jacek Siemieński[26]
- Henryk Woźniak